# Se poi domani
Se poi domani è un singolo del cantautore e rapper italiano LDA, pubblicato il 9 febbraio 2023 come secondo estratto dal primo album in studio Quello che fa bene.
Il brano è stato presentato durante la seconda serata della 73ª edizione del Festival di Sanremo, e nella classifica finale si è posizionato al quindicesimo posto.

## Descrizione
Il brano, scritto dallo stesso cantautore con Alessandro Caiazza, è prodotto da Francesco D'Alessio, detto Kekko, e Adriano Pennino.

## Video musicale
Il video musicale, diretto da Fabrizio Cestari, è stato pubblicato in concomitanza all'uscita del brano attraverso il canale YouTube del cantautore.

## Tracce
Testi di Luca D'Alessio e Alessandro Caiazza, musiche di Luca e Francesco D'Alessio.
1. Se poi domani – 3:28

## Classifiche
| Classifica (2023) | Posizione massima |
| ----------------- | ----------------- |
| Italia            | 23                |